# Zieria veronicea
Zieria veronica, известная как розовая цирия — вид растений семейства Рутовые (Rutaceae). Эндемик юго-восточной Австралии. Это небольшой кустарник с ароматом лимона, густо покрытый бархатистыми волосками. Поздней весной в пазухах листьев появляется до трёх цветков с четырьмя розовыми лепестками.

## Ботаническое описание
Кустарник с запахом лимона, вырастающий до 15-60 см (6-20 дюймов) в высоту. Большая часть растений густо покрыта звездчатыми волосками, что делает их поверхность бархатистой. В отличие от большинства других цирий, у этого вида простые, а не клевероподобные листья. Листья имеют длину 5-18 мм (0,2-0,7 дюйма) и ширину 1-5,5 мм (0,04-0,2 дюйма), верхняя поверхность светло-зелёная, а нижняя — серовато-зелёная. Края листьев загибаются. Черешок менее 1 мм (0,04 дюйма) в длину. Цветки расположены поодиночке или группами по три в пазухах листьев, причём группы короче листьев. Четыре чашелистика узколанцетные, 2-5,5 мм (0,08-0,2 дюйма) в длину, заостренные и густо опушённые. Четыре лепестка розовые, иногда белые, 2,3-7 мм (0,09-0,3 дюйма) и перекрывают друг друга на стадии бутона. Есть четыре тычинки.

## Таксономия и именование
Розовая цирия была впервые официально описана в 1854 году Фердинандом фон Мюллером, который дал ей название Boronia veronica и опубликовал описание в Transactions of the Philosophical Society of Victoria, Melbourne. В 1855 году Джордж Бентам перенёс вид в род Zieria, сохранив прежний видовой эпитет veronica. Мюллер не назвал причину конкретного эпитета (veronica).
Есть два подвида:
- Zieria veronica subsp. veronica[8]
- Zieria veronica subsp. insularis J.A.Armstr.[9], который встречается только на острове Кенгуру.

## Распространение и среда обитания
Zieria veronica наиболее распространена в Виктории, где она растёт на песчаных холмах и вересковых пустошах в западной части штата и недалеко от озер Гиппсленд. Она также встречается на юго-востоке Южной Австралии и в восточной Тасмании, где растёт в вересковых лесах.

## Сохранение
Zieria veronica классифицируется как «находящийся под угрозой исчезновения» в соответствии с Законом правительства Тасмании о защите исчезающих видов 1995 года. В этом штате известно менее 200 местообитаний, основными угрозами являются расчистка земель и пожары.